# Saut à ski aux Jeux olympiques de 2014 – Grand tremplin par équipes hommes
Navigation
Vancouver 2010 Pyeongchang 2018
L'épreuve masculine de saut à ski par équipe aux Jeux olympiques d'hiver de 2014 a lieu le 17 février 2014 à RusSki Gorki. Elle est disputée sur le « grand tremplin » d'une taille de 140 mètres.
Les Allemands remportent l'épreuve devant les Autrichiens et les Japonais.

## Résultats
Les huit meilleures équipes de la première manche se qualifient pour la deuxième manche.
|                                     |                        |                                                                                   | Manche 1                  | Manche 1                      | Manche 1 | Manche finale             | Manche finale                 | Manche finale | Total                          |
| Rang                                | Dossard                | Pays                                                                              | Distance (m)              | Points                        | Rang     | Distance (m)              | Points                        | Rang          | Points                         |
| ----------------------------------- | ---------------------- | --------------------------------------------------------------------------------- | ------------------------- | ----------------------------- | -------- | ------------------------- | ----------------------------- | ------------- | ------------------------------ |
| Médaille d'or, Jeux olympiques      | 11 11-1 11-2 11-3 11-4 | Allemagne Andreas Wank Marinus Kraus Andreas Wellinger Severin Freund             | - 132,0 136,5 133,0 131,5 | 519,0 123,2 136,1 125,3 134,4 | 1        | - 128,0 134,5 131,0       | 522,1 125,5 132,0 133,9 130,7 | 2             | 1041,1 248,7 268,1 259,2 265,1 |
| Médaille d'argent, Jeux olympiques  | 12 12-1 12-2 12-3 12-4 | Autriche Michael Hayböck Thomas Morgenstern Thomas Diethart Gregor Schlierenzauer | - 134,0 129,0 136,0 128,5 | 516,5 127,7 124,3 136,0 128,5 | 2        | - 130,0 133,5 132,5 132,0 | 521,9 130,4 129,9 130,2 131,4 | 3             | 1038,4 258,1 254,2 266,2 259,9 |
| Médaille de bronze, Jeux olympiques | 8 8-1 8-2 8-3 8-4      | Japon Reruhi Shimizu Taku Takeuchi Daiki Ito Noriaki Kasai                        | - 132,5 127,0 130,5 134,0 | 507,5 127,8 117,9 130,3 131,5 | 3        | - 131,5 130,0 132,0 134,0 | 517,4 132,6 120,5 127,0 137,3 | 4             | 1024,9 260,4 238,4 257,3 268,8 |
| 4                                   | 9 9-1 9-2 9-3 9-4      | Pologne Maciej Kot Piotr Żyła Jan Ziobro Kamil Stoch                              | - 131,5 121,0 130,5       | 489,2 125,0 107,2 127,8 129,2 | 4        | - 129,0 132,0 133,0 135,0 | 522,6 126,8 126,3 129,7 139,8 | 1             | 1011,8 251,8 233,5 257,5 269,0 |
| 5                                   | 10 10-1 10-2 10-3 10-4 | Slovénie Jurij Tepeš Robert Kranjec Jernej Damjan Peter Prevc                     | - 133,0 120,5 128,0 133,5 | 488,2 127,1 103,9 119,5 137,7 | 5        | - 126,5 131,0 130,5 136,0 | 507,4 121,2 121,9 125,3 139,0 | 5             | 995,6 248,3 225,8 244,8 276,7  |
| 6                                   | 7 7-1 7-2 7-3 7-4      | Norvège Anders Bardal Anders Fannemel Anders Jacobsen Rune Velta                  | - 137,5 129,5 119,0 125,0 | 486,0 137,7 123,4 111,5 113,4 | 6        | - 133,0 130,5 125,5       | 504,7 134,8 125,4 125,8 118,7 | 6             | 990,7 272,5 248,8 237,3 232,1  |
| 7                                   | 6 6-1 6-2 6-3 6-4      | République tchèque Jakub Janda Antonín Hájek Roman Koudelka Jan Matura            | - 131,0 128,0 122,5       | 476,0 123,3 121,4 122,1 109,2 | 7        | - 127,5 131,0 130,5 127,5 | 491,8 121,6 126,1 118,0       | 7             | 967,8 244,9 247,5 248,2 227,2  |
| 8                                   | 5 5-1 5-2 5-3 5-4      | Finlande Anssi Koivuranta Jarkko Määttä Olli Muotka Janne Ahonen                  | - 129,5 128,5 123,0 124,5 | 461,5 120,8 117,1 113,2 110,4 | 8        | - 130,0 124,0 126,0 132,0 | 481,3 126,5 110,5 114,1 130,2 | 8             | 942,8 247,3 227,6 227,3 240,6  |
| 9                                   | 4 4-1 4-2 4-3 4-4      | Russie Ilmir Hazetdinov Alexey Romashov Dmitri Vassiliev Denis Kornilov           | - 121,0 124,5 123,5 118,5 | 422,3 102,1 108,5 113,2 98,5  | 9        | —                         | —                             | —             | 422,3 102,1 108,5 113,2 98,5   |
| 10                                  | 2 2-1 2-2 2-3 2-4      | États-Unis Peter Frenette Nick Fairall Anders Johnson Nicholas Alexander          | - 113,0 120,5 119,0 126,5 | 402,5 84,2 102,0 101,9 114,4  | 10       | —                         | —                             | —             | 402,5 84,2 102,0 101,9 114,4   |
| 11                                  | 1 1-1 1-2 1-3 1-4      | Corée du Sud Kang Chil-ku Kim Hyun-ki Choi Heung-chul Choi Seo-woo                | - 116,5 126,0 117,0       | 402,0 91,2 113,5 99,5 97,8    | 11       | —                         | —                             | —             | 402,0 91,2 113,5 99,5 97,8     |
| 12                                  | 3 3-1 3-2 3-3 3-4      | Canada Trevor Morrice Dusty Korek Matthew Rowley MacKenzie Boyd-Clowes            | - 117,5 121,5 125,5 123,5 | 399,2 94,3 102,6 94,7 107,6   | 12       | —                         | —                             | —             | 399,2 94,3 102,6 94,7 107,6    |